# Definitionslücke
Definitionslücke ist ein Begriff in dem mathematischen Teilgebiet der Analysis. Eine Funktion hat Definitionslücken, wenn einzelne Punkte aus ihrem Definitionsbereich ausgeschlossen sind. 
Üblicherweise geht es dabei um reelle, stetige bzw. differenzierbare Funktionen. Die Definitionslücken sind die Stellen, an denen man durch null teilen müsste oder Ähnliches, beispielsweise bei gebrochenrationalen Funktionen. Die Definitionslücken einer Funktion lassen sich klassifizieren und gegebenenfalls „reparieren“, so dass die Funktion dort mit den gewünschten Eigenschaften fortgesetzt werden kann. In diesem Fall ist die Funktion stetig fortsetzbar und hat stetig hebbare Definitionslücken.
Insbesondere wenn eine Definitionslücke nicht stetig hebbar ist, zum Beispiel weil die Funktion dort gegen unendlich strebt oder sehr schnell oszilliert, wird die Lücke auch als Singularität bezeichnet, wobei der Sprachgebrauch in diesen Fällen nicht immer einheitlich ist. Oft werden Definitionslücke und Singularität als Synonyme verwendet.
Bei komplexwertigen Funktionen, die in einer Umgebung einer Definitionslücke holomorph sind, spricht man von isolierten Singularitäten. Dort ist die Klassifikation einfacher und es gelten weitreichende Aussagen, für die es keine Entsprechungen bei reellen Funktionen gibt.

## Definition

Funktion mit Definitionslücke

Sei {\displaystyle I=[a,b]\subset \mathbb {R} } ein Intervall, {\displaystyle x_{0}\in \left]a,b\right[} ein Punkt aus dem Inneren des Intervalls und {\displaystyle O} eine Obermenge von {\displaystyle I}. Eine stetige Funktion {\displaystyle f\colon O\setminus \{x_{0}\}\to \mathbb {R} }, die überall auf der Obermenge {\displaystyle O} außer an der Stelle {\displaystyle x_{0}} definiert ist, hat in {\displaystyle x_{0}} eine Definitionslücke.

## Stetig hebbare Definitionslücke
Sei {\displaystyle x_{0}} eine Definitionslücke der stetigen Funktion {\displaystyle f\colon I\setminus \{x_{0}\}\to \mathbb {R} }.
Existiert eine stetige Funktion {\displaystyle {\tilde {f}}\colon I\to \mathbb {R} } mit {\displaystyle {\tilde {f}}(x)=f(x)} für alle {\displaystyle x\in I\setminus \{x_{0}\}}, dann ist {\displaystyle {\tilde {f}}} eine stetige Fortsetzung von {\displaystyle f}. Die Definitionslücke wird dann stetig hebbar oder stetig behebbar und die Funktion {\displaystyle f} stetig ergänzbar oder stetig fortsetzbar genannt.
Existiert der Grenzwert
{\displaystyle \lim _{x\to x_{0}}f(x)=:r\,,}
dann ist {\displaystyle x_{0}} eine stetig hebbare Definitionslücke von {\displaystyle f}. In diesem Fall wird durch
{\displaystyle {\tilde {f}}(x):={\begin{cases}f(x),&x\in I\setminus \{x_{0}\}\\r,&x=x_{0}\end{cases}}}
eine stetige Fortsetzung {\displaystyle {\tilde {f}}} von {\displaystyle f} ohne Definitionslücke definiert.

## Eigenschaften stetiger Fortsetzungen
- Wenn eine stetige Fortsetzung existiert, dann ist sie eindeutig, weil der Grenzwert

{\displaystyle {\tilde {f}}(x_{0})=\lim _{x\to x_{0} \atop x\in I}f(x)}
eindeutig ist.
- Daraus folgt das Kriterium: {\displaystyle f} ist genau dann in {\displaystyle x_{0}} stetig fortsetzbar, wenn der Grenzwert {\displaystyle \textstyle \lim _{x\to x_{0}}f(x)} existiert.
- Kann eine Funktion als Bruch dargestellt werden, deren Zähler- und Nennerfunktion an einer gemeinsamen Nullstelle {\displaystyle x_{0}} differenzierbar sind, so gilt die Regel von de L’Hospital:
{\displaystyle \lim _{x\to x_{0}}{\frac {u(x)}{v(x)}}=\lim _{x\to x_{0}}{\frac {u'(x)}{v'(x)}}.}
- Eine allgemeinere Möglichkeit, um eine stetige Fortsetzung zu finden, bietet der Einschnürungssatz. Er gilt auch für nicht stetige Funktionen.
- Eine Fortsetzung ist zwar immer stetig, aber gegebenenfalls nicht differenzierbar. Die Betragsfunktion ist auf {\displaystyle \mathbb {R} \setminus \{0\}} differenzierbar aber kann auf null nicht differenzierbar fortgesetzt werden. Selbst wenn eine Fortsetzung glatt ist, muss sie nicht analytisch sein.
- Im Komplexen gelten aufgrund der Eigenschaften holomorpher Funktionen weitergehende Aussagen: Eine stetige Fortsetzung ist schon eine analytische Fortsetzung. Der Riemannsche Hebbarkeitssatz sagt aus, dass die Definitionslücke einer holomorphen Funktion schon hebbar ist, wenn die Funktion in einer passenden Umgebung der Definitionslücke beschränkt ist. Im Reellen gilt keine vergleichbare Aussage; es könnte dort auch eine nicht hebbare Sprungstelle vorliegen.

## Weitere Arten von Definitionslücken
Neben den stetig hebbaren Definitionslücken gibt es noch verschiedene Arten von Sprungstellen sowie Polstellen und wesentliche Singularitäten. Funktionen mit solchen Definitionslücken können nicht stetig fortgesetzt werden.

## Beispiele
- Die Funktion {\displaystyle f(x)={\tfrac {1}{x}}} ist in ihrem gesamten Definitionsbereich {\displaystyle D=\mathbb {R} \setminus \{0\}} stetig, hat aber an der Stelle 0 eine Definitionslücke. Dies ist eine Polstelle.
- Gegeben sei

{\displaystyle f\colon \mathbb {R} _{\geq 0}\setminus \{1\}\to \mathbb {R} ,\,x\mapsto {\frac {{\sqrt {x}}-1}{x-1}}\,.}
Die Funktion {\displaystyle f} ist in {\displaystyle x_{0}=1} stetig fortsetzbar, denn für den Grenzwert gilt
{\displaystyle \lim _{x\to 1}{\frac {{\sqrt {x}}-1}{x-1}}=\lim _{x\to 1}{\frac {{\sqrt {x}}-1}{({\sqrt {x}}+1)({\sqrt {x}}-1)}}=\lim _{x\to 1}{\frac {1}{{\sqrt {x}}+1}}={\frac {1}{2}}}
und somit lautet die Fortsetzung
{\displaystyle {\tilde {f}}\colon \mathbb {R} _{\geq 0}\to \mathbb {R} ,\,x\mapsto {\begin{cases}{\frac {{\sqrt {x}}-1}{x-1}}&,x\neq 1\\{\frac {1}{2}}&,x=1\,.\end{cases}}}.
An diesem Beispiel kann man noch bemerken, dass {\displaystyle {\tilde {f}}} auch ohne Fallunterscheidung geschrieben werden kann, es gilt nämlich {\displaystyle {\tilde {f}}(x)={\tfrac {1}{{\sqrt {x}}+1}}} für alle {\displaystyle x\geq 0}.
- In anderen Fällen kann es sein, dass die Fallunterscheidung unumgänglich ist. So hat etwa

{\displaystyle g\colon \mathbb {R} \setminus \{0\}\to \mathbb {R} ,\,x\mapsto x\cdot \sin({\tfrac {1}{x}})}
die stetige Fortsetzung
{\displaystyle {\tilde {g}}\colon \mathbb {R} \to \mathbb {R} ,\,x\mapsto {\begin{cases}x\cdot \sin({\tfrac {1}{x}})&,x\neq 0\\0&,x=0\end{cases}}}.

## Gebrochenrationale Funktionen
Eine gebrochenrationale Funktion ist der Quotient
{\displaystyle f(x)={\frac {u(x)}{v(x)}}}
aus zwei ganzrationalen Funktionen {\displaystyle u} und {\displaystyle v}.
Eine gebrochenrationale Funktion hat genau dann eine Definitionslücke, wenn die rationale Funktion im Nenner eine Nullstelle hat. Funktionen dieser speziellen Klasse können als Definitionslücken nur Polstellen oder stetig hebbare Definitionslücken aufweisen.
Die Definitionslücke kann nur dann stetig hebbar sein, wenn die ganzrationalen Funktionen im Nenner und Zähler an derselben Stelle eine Nullstelle haben. Für die ganzrationalen Funktionen {\displaystyle u} und {\displaystyle v} ist das Verhalten an den Nullstellen bekannt:
Die Nullstellen der Zähler- und Nennerfunktionen lassen sich ausfaktorisieren. Wenn also {\displaystyle u(x)} und {\displaystyle v(x)} an der Stelle {\displaystyle x_{0}} eine Nullstelle haben, so ist immer
{\displaystyle u(x)=(x-x_{0})^{N_{u}}\;s(x)}
und
{\displaystyle v(x)=(x-x_{0})^{N_{v}}\;t(x)}
wobei 
{\displaystyle s(x_{0})\neq 0\land t(x_{0})\neq 0}.
Die natürlichen Zahlen {\displaystyle N_{u}} und {\displaystyle N_{v}} bezeichnet man auch als die Ordnung (oder Vielfachheit) der jeweiligen Nullstelle.
Offensichtlich kann man die gemeinsamen Faktoren der Nullstellen (zumindest für {\displaystyle x\neq x_{0}}) kürzen. Das Ergebnis der Kürzung ist der einzige Kandidat für eine stetige Fortsetzung nach {\displaystyle x_{0}}.
- Wenn {\displaystyle N_{u}>N_{v}>0}, dann liegt eine stetig behebbare Definitionslücke vor, wobei der Grenzwert durch 0 gegeben ist.
- Wenn {\displaystyle N_{u}=N_{v}>0}, dann liegt eine stetig behebbare Definitionslücke vor, wobei der Grenzwert durch {\displaystyle s(x_{0})/t(x_{0})} gegeben ist.
- Wenn {\displaystyle N_{u}<N_{v}}, dann liegt eine Polstelle vor.

### Beispiel
Die Funktion
{\displaystyle f(x)={\frac {x^{3}+4x^{2}+5x+2}{x^{3}+x^{2}-x-1}}={\frac {(x+1)^{2}(x+2)}{(x+1)^{2}(x-1)}}}
hat für {\displaystyle x=-1} eine Lücke, die sich durch Kürzen mit dem Wert {\displaystyle (x+1)^{2}} beheben lässt, wodurch sich die Funktion
{\displaystyle {\tilde {f}}(x)={\frac {x+2}{x-1}}}
als auch bei {\displaystyle x=-1} stetige Fortsetzung ergibt. Es ist wohlgemerkt {\displaystyle {\tilde {f}}} ebenso wie {\displaystyle f} für {\displaystyle x=+1} undefiniert, dort liegt eine Polstelle vor.
Ein Beispiel, um die Unterscheidung zwischen einer Polstelle und einer behebbaren Definitionslücke zu veranschaulichen.
Die Funktion
{\displaystyle f(x)={\frac {x-1}{x^{2}-2x+1}}={\frac {(x-1)}{(x-1)^{2}}}}
hat für {\displaystyle x=+1} eine Definitionslücke, die durch Kürzen mit dem Wert {\displaystyle (x-1)} auf die Funktion
{\displaystyle {\tilde {f}}(x)={\frac {1}{x-1}}} führt.
Da {\displaystyle {\tilde {f}}} ebenso wie {\displaystyle f} für {\displaystyle x=+1} undefiniert ist, wurde die Lücke durch das Kürzen nicht behoben. 
Daher liegt bei {\displaystyle x=+1} eine Polstelle und keine behebbare Definitionslücke vor.